# 401(k)

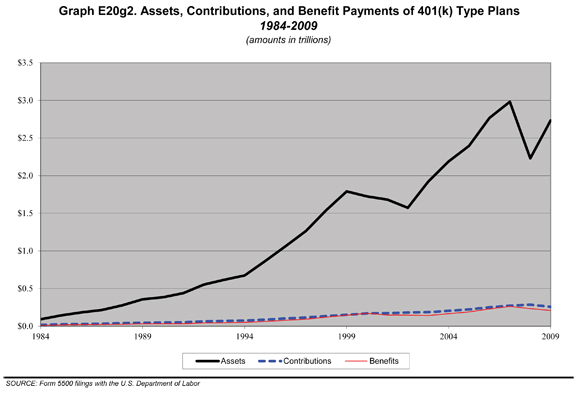
historico da 401

401(k) é um tipo de plano de aposentadoria patrocinado pelo empregador, adotado nos Estados Unidos e outros países, e que recebe este nome em razão da seção do Código Fiscal norte-americano em que está previsto.

## Funcionamento
O plano consiste, em linhas gerais, na aplicação do dinheiro que deveria ser retido na fonte para o imposto de renda. Por essa modalidade, o empregado tem o valor descontado não para o pagamento do imposto, mas dirigido para uma aplicação financeira, que não sofre nenhuma taxa até quando seja efetivamente retirado.
Muitas empresas oferecem aos seus empregados a opção de comprar ações dela própria, mas o comum é a constituição de fundos mútuos voltados para investimento no mercado de ações, títulos da dívida pública ou no mercado financeiro, ou ainda uma mescla desses investimentos.

## Vantagens
A partir de 1 de Janeiro de 2006 foi criada a Conta Roth 401(k), segundo a qual o dinheiro ali depositado fica vinculado ao pagamento póstumo do imposto de renda, e os lucros obtidos com sua aplicação não sofrem, ao final, quando de sua retirada, nenhuma nova taxação.
As aplicações feitas fora da Conta Roth são taxadas normalmente como rendimentos.

## Variações
Os planos 401(k) podem, basicamente, pertencer a duas modalidades: na primeira, o empregado permanece com o controle do tipo de aplicação que prefere, podendo mesmo realocar os recursos; em uma modalidade menos comum o empregador é quem designa os administradores do plano, que irão decidir como serão investidos os ativos do plano.

## Outros países
Embora o termo "401 (k)" seja uma referência a uma disposição específica da seção 401 do Código da Receita Federal dos EUA, tornou-se tão conhecido que foi usado em outro lugar como um termo genérico para descrever legislação análoga. Por exemplo, em outubro de 2001, o Japão adotou legislação permitindo a criação de contas da "versão 401 (k) do Japão", embora nenhuma disposição dos códigos japoneses relevantes seja de fato chamada de "seção 401 (k)".
Esquemas de pensão semelhantes também existem em outras nações. O termo não é usado no Reino Unido, onde arranjos de pensões análogos são conhecidos como planos de pensões pessoais. Na Austrália, eles são conhecidos como fundos de aposentadoria.
Da mesma forma, a Índia tem um esquema denominado PPF e EPF, que são vagamente semelhantes aos esquemas 401 (k), em que o empregado contribui com 7,5% de seu salário para o fundo de previdência e isso é complementado por uma contribuição igual do empregador.